# دارين إدواردز
دارين إدواردز (بالإنجليزية: Darren Edwards)‏ هو لاعب اتحاد الرغبي بريطاني، ولد في 25 مارس 1974 في Maesteg ‏ في المملكة المتحدة.